# Adolphe Beck
Pour les articles homonymes, voir Beck.
Adolphe Beck, (22 juillet 1876 à Laval - 28 avril 1954 à Laval), teinturier et homme politique français, maire de Laval de 1933 à 1945.

## Biographie

### Origine
Il est le fils de Louis Beck, teinturier à Laval, originaire de Sainte-Marie-aux-Mines, et d'Emma Diehl. Sa famille s'installe à Laval, après le Traité de Francfort à la fin de la Guerre franco-allemande de 1870, et l'Annexion de l'Alsace-Lorraine en 1871. Son père s'est fixé à Laval, où il a créé une maison de teinture industrielle qui prospéra.

### Industriel
Dès qu'il fut en âge scolaire, Adolphe Beck rejoint les rangs du Lycée de Laval où il effectue toutes ses études. Il sera par la suite membre et vice-président de l'Association des Anciens Eleves du Lycée de Laval, où il conservait le lien avec de nombreux condisciples. Ses études terminées, il va se perfectionner à l'Institut de Chimie de Rouen. Il revient à Laval pour y reprendre l'usine paternelle et s'y consacre tout entier et exclusivement.

### Vie publique
Après la Première guerre mondiale, il devient conseiller municipal en 1919, puis conseiller d'arrondissement en 1928. En 1929, il est désigné pour le poste de premier adjoint. Il devient maire de Laval en 1933 après le décès d'Eugène Jamin, auquel il succède aussi comme conseiller général. Il reste maire jusqu'aux Élections municipales de 1945. 
Son mandat marque la création des garderies de vacances, la réorganisation du service d'incendie et du service de nettoiement, l'aménagement de l'aérodrôme, l'établissement du premier plan d'urbanisme, la mise au point du service des eaux. Artiste-amateur, il est aussi un fort soutien à la création du Musée-école de la Perrine, installé dans le manoir du jardin de la Perrine, grâce au concours de son ancien condisciple de Lycée : Adrien Bruneau. Membre de la Société des Arts Réunis de Laval, il est l'auteur de plusieurs causeries, dont l'une sur Gabriel Fauré, effectuée avec le concours de Marthe Coiffier et Marcel Gaveau.
Il a aussi mis tout son art à restaurer dans l'unité la prospérité des Comices agricoles de Laval. S'étant entouré d'une jeune équipe,  il participe à la création de la foire-exposition de Laval.

### Seconde guerre mondiale
Il doit traverser la période tragique de l'exode, de l'invasion, et de l'occupation. Il a eu à résoudre pour une ville surpeuplée, tous les problèmes : hébergements, politique, ravitaillement dans une atmosphère d'angoisse, de méfiance et de jalousie.
Il est nommé membre de la Commission administrative départementale en 1941, puis vice-président du Conseil départemental en  1943.
Son premier-adjoint Albert Goupil indique qu'il a été le témoin de son comportement en face des occupants, de son sang-froid, de sa dignité, de son courage et de son adresse...il prenait l'obstacle de biais et opposait la force d'inertie...qui au cours des années d'occupation était efficace. Dans les 3 villes importantes du département, il est le seul maire qui reste à son poste après la Libération. Le 4 septembre, par arrêté et par avis consultatif du Comité départemental de libération de la Mayenne (CDL), le préfet fixe la composition du conseil municipal de Laval. 

Conseil municipal de Laval
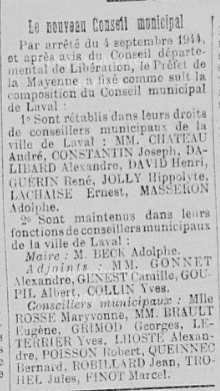
10/09/1944

Pour Albert Goupil, Beck, ne recueillit  de ses quatre années de soucis dangereux, aux Élections municipales de 1945 que le contrecoup de suspicions et de reproches injustes attisés par de petites rancunes.

## Sources
- Les nouvelles de Laval et de la Mayenne, 6 mai 1954.